# Bufo tuberculatus
Bufo tuberculatus là một loài cóc thuộc họ Bufonidae.
Đây là loài đặc hữu của Trung Quốc.
Môi trường sống tự nhiên của chúng là đầm nước, đầm nước ngọt, đầm nước ngọt có nước theo mùa, và đất canh tác.
Chúng hiện đang bị đe dọa vì mất nơi sống.